# Young Deenay
Young Deenay, pseudonimo di Fatima Napo (Bandagara, 14 gennaio 1979), è una rapper tedesca di origini maliane.

## Carriera
- Il suo più grande singolo di successo è stato Walk on by del 1997, che rimase per 14 settimane nella classifica tedesca e raggiunse la top 5.
- Il suo secondo singolo è stato Wanna be your lover del 1998, canzone cantata con Sasha.
- Realizzò un album, Birth uscito il 26 novembre 1998 che includeva Walk on by, Wanna be your lover e il singolo inedito I wanna be your man.
- Sempre nel 1998 cantò I'm still waiting con Sasha.

## Vita privata
Studiò psicologia all'Università di Francoforte.